# Renato Ruiz (cyclisme)
Pour le catcheur mexicain, voir Renato Ruiz.
Renato Ruiz (né le 9 juillet 1981) est un coureur cycliste brésilien.

## Palmarès sur route
- 2004
  -  Champion du Brésil sur route
  - 8ea étape du Tour de Santa Catarina
- 2005
  - 3e étape du Tour du Paraná
- 2006
  - 2e étape du Tour du Paraná
- 2009
  - 2e de la Volta de Campos
- 2012
  - 2e du Tour de l'intérieur de São Paulo
- 2015
  - 3e du Tour du Rio Grande do Sul

## Classements mondiaux
| Année            | 2005 | 2006 | 2007 | 2008 | 2009 | 2010 | 2011 | 2012 | 2013 | 2014 | 2015 |
| ---------------- | ---- | ---- | ---- | ---- | ---- | ---- | ---- | ---- | ---- | ---- | ---- |
| UCI America Tour | 79e  | 115e | 296e |      | 77e  | 272e | 199e |      |      |      | 182e |